# Медведићи у земљи чуда
Медведићи у земљи чуда је анимирани музички фантастични филм из 1987. и трећи биоскопски објављен филм у франшизи Медведићег доброг срца. Објављена је у Сједињеним Државама и Канади 7. августа 1987. године, од стране Cineplex Odeon Films, а заснована је на причама Луиса Керола о Алиси. Четврти дугометражни филм снимљен у студију Нелвана у Торонту, режирао га је члан особља Раимонд Јафелице, а продуцирали оснивачи фирме (Мајкл Хирш, Патрик Лубер и Клајв А. Смит). У њему су глумили гласови Кита Најта, Боба Дермера, Џима Хеншоа, Трејси Мур и Елизабет Хане. У филму, Брижни медведи морају да спасу принцезу из земље чуда од злог чаробњака и његових помоћника, Дим анд Думб. Након што им Бели зец покаже своју фотографију, Медведи и Рођаци је траже по целој Земљи пре него што ангажују мало вероватну замену, обичну девојку по имену Алис, да спасу њену праву личност. Упуштајући се у земљу чуда, група наилази на мноштво чудних ликова, међу којима су репајући Шеширски мачак и Јабервоки.
Авантуру у земљи чуда продуцирала је и сама финансирала Нелвана, након што им је конзорцијум америчких компанија помогао око прва два филма. Анимацијом су се бавили Нелвана и тајванска Ванг Филм Продуцтионс. Филм је садржао музичку партитуру Патриције Кален, заједно са песмама поп музичара Џона Себастијана и Натали Кол. По изласку у Северну Америку, филм је имао слабе критике и завршио је са 2,6 милиона долара бруто; широм света, једва да је вратио својих 5 милиона долара. У годинама откако је отворен, филм је добио VHS и DVD издање у разним земљама ван Северне Америке, где дистрибутери одбијају да га објаве због разних компликација које укључују негативан одговор на његов први наставак, остављајући овај филм напуштеним у САД од тада.
У Србији је премијерно приказана 2006. године на каналу Хепи ТВ, синхронизована на српски језик.

## Радња
У Каре-а-лот, негде 1986. године, између краја лета и почетка јесени, Брижне медведе посећује Бели зец, стриц Брзи зец срца. Бели зец даје Брижним медведима задатак да пронађу несталу принцезу срца, која ће бити крунисана за краљицу у земљи чуда, у супротном ће трон добити зли Чаробњак из земље чуда.
Нежно срце, Намћорко, Срећно, Храбро срце, Храбрић, Брзо срце и Бели зец траже принцезу по целом свету, али безуспешно. Мрзовољни се указује на девојку која личи на принцезу, Алису, која верује да није посебна. Брижни медведи одлучују да Алис може да глуми принцезу док се не пронађе права. Група је раздвојена снагом чаробњака, приморавајући Мрзовољног, Брзог срца и Белог зеца да користе зечју рупу да дођу до Земље чуда.
У земљи чуда, група Нежног срца добија упутства до палате срца од официра Гусенице. Чаробњак шаље своје слуге Дим и Дум (у лабавој основи засноване на Тведледум-у и Тведледе-у из Алисовог огледала) да ухвате Алису користећи велике борбене роботе, али их Брижни медведи побеђују зурењем Медведићи. Грумпијева група се поново уједињује са осталима када се појављује Чеширски мачак, приказан као репер. Чеширски мачак раздваја групу од двоје, усмеравајући Нежно срце, Храбрић, Алису и Белог зеца у палату Срца, а Храбро срце, Намћорко, Срећно и Брзо срце да потраже Лудог Шеширџија, ко зна где је принцеза. Чаробњак накратко хвата Алису и објашњава јој да ће, када буде владао, учинити Земљу чуда мање лудом и више контролисаном. Алиса бежи и бежи у престону собу Краљице чуда, где краљица прихвата Алису као своју ћерку, а зна да није. Група Браве Хеарт-а лоцира Лудог Шеширџија који их води у јазбину Јабервокија, где је принцеза. Мрзовољни спасава принцезу, али Јабервоки добија трн у стопалу који га уклањају Брижни медведи. У знак захвалности, Јабервоки (или "Стен" како он више воли да га зову) одлучује да им помогне да се врате у Херт Плиз.
Када дође дан принцезиног крунисања, Чаробњак одлучује да открије Алисин идентитет суду путем Принцезиног теста, како би доказао да она није принцеза. Алиса се пење на планину да узме воду из извора, уз тајну помоћ Нежног срца и Лотса Херта; међутим, Алиса даје воду повређеном једнорогу. Бесан због тога, Чаробњак захтева да Алиса учини да цвеће у башти палате магично цвета. Принцеза тајно улази и чини да цвеће цвета. Чаробњак, који није очекивао принцезин повратак, изненада узвикује да ју је киднаповао, разоткривајући свој злочин. Ликови Медведићи, Алиса и Земњи чуда ликови се суочавају са Чаробњаком, али појава Јабервоки излуђује зликовца и он бива ухапшен. Принцеза је крунисана за нову краљицу и помаже Алиси и Брижним медведима да се врате кући.

## Улоге
| Име лика            | Глас           |
| ------------------- | -------------- |
| Намћорко            | Боб Дермер     |
| Брзи зец срца       | Ева Алмос      |
| Храбрић             | Ден Хенеси     |
| Дум                 | Ден Хенеси     |
| Њежни срчани медвед | Џим Хеншо      |
| Сретно медвед       | Марла Лукофски |
| Слон са пуно срца   | Либа Гои       |
| Бели зец            | Кит Најт       |
| Алиса               | Трејси Мур     |
| Чаробњак            | Колин Фокс     |
| Шеширска мачка      | Џон Стокер     |
| Дим                 | Џон Стокер     |
| Гусеница            | Дон Макманус   |
| Краљица чуда        | Елизабет Хана  |
| Фламинго            | Алан Фосет     |
| Луди мрзитељ        | Кит Хемпшир    |
| Јабервоки           | Кит Хемпшир    |
| Принцеза чуда       | Алисон Корт    |